# Fagered, Falkenbergs kommun
Fagered  är kyrkbyn i Fagereds socken och en småort i Falkenbergs kommun, Hallands län. Orten ligger cirka 40 kilometer från både Falkenberg och Varberg. I Fagered finns Fagereds kyrka. I Lia låg Fagereds sanatorium.
Byn har en F-6 skola. 

## Kultur
Fageredsrevyn är en tämligen välbesökt revy som genomförs varje år. Fagereds pastorats hembygdsförening är aktiv och ger årligen ut "Krönika från Fagereds Pastorat".

## Idrott
Fagered har ett fotbollslag som heter BK Viljan, grundat 1958.  Hemmaplan är fotbollsplanen Fagervi. Under en period från 2006 och framåt hette laget BK Viljan/IF Älvéna efter en tillfällig sammanslagning med Älvsereds idrottsförening, men laget har återtagit sitt ursprungliga namn. 2023 gick fotbollslaget upp till division 4 när det stod klart att de besegrat IFK Bänared med 3-1 den 30 september 2023.
Fagereds IF är även aktiva i byn inom orientering.